# ブライトイデア
株式会社ブライトイデアは、日本の芸能事務所。

## 歴史
2018年2月、ビットプロモーション（後のビットグルーヴプロモーション）のプロダクション部門が独立し設立。同社に所属していた声優はブライトイデアに移籍している。
2024年3月3日、事務所を東京都渋谷区千駄ヶ谷2丁目34番13号 ベルファイブビル3階から東京都中野区弥生町2丁目3番13号 川本ビル1Fへ移転。
提携先には、声優養成所「東京ナレーション演技研究所」がある。

## 所属タレント

### 男性
| あ行 - 伊志嶺将希 - 上野雅哉 か行 - 小林秀行 - 小林亮 | た行 - 藤堂駿介 な行 - 長尾悠貴 ま行 - 宮崎由朝 や行 - 矢野大樹 |

### 女性
| あ行 - 荒川れもん - 飯隈のどか - 井上桃花 - 梅岡希 - 太田彩華 - 織部はるか か行 - 小松るか た行 - 月城亜美 | な行 - 七海結理 は行 - 葉月朱莉 - 春宮茉由 - 福原香織 ま行 - 増井みお - 深月みな - 牟田実波 |

## かつて所属していたタレント
- 上間江望（フリー）
- 大城昂輝（現所属：リマックス）
- 大野智敬（現所属：マウスプロモーション）
- 小澤麗那（現所属：ゆーりんプロ）
- 五味紗也香（現所属：BigTackShip代表）
- サイキックラバー（現所属：MOJOST）